# WinAntiVirus
WinAntiVirus även WinAntiVirusPro, WinFixer, ErrorSafe, DriveCleaner och SystemDoctor är malware eller sabotageprogram som förstör datorns innehåll utan att användaren är medveten om det.
I programmets funktionalitet ingår att det inte ska kunna tas bort på ett enkelt vis.